# کارینا کیسدو
کارینا کیسدو (انگلیسی: Carina Caicedo؛ زادهٔ ۲۳ ژوئیهٔ ۱۹۸۷) بازیکن فوتبال اهل اکوادور است.
وی همچنین در تیم ملی فوتبال زنان اکوادور بازی کرده‌است.